# استاد نادي الشباب (السعودية)
استاد نادي الشباب هو الملعب الخاص بنادي الشباب السعودي، تبلغ طاقته الاستيعابية 15,000 مشجع يقع في مدينة الرياض.

## منشئات النادي
يمتلك نادي الشباب السعودي أكبر مسطح أخضر في السعودية بمساحة 35 ألف متر مربع، ويتسع لخمسة ملاعب لجميع فرق النادي (الفريق الأول - أولمبي - شباب - ناشئين - براعم)، الملعب الرئيسي أطلق عليه اسم الأمير خالد بن سلطان بن عبد العزيز، ويتسع الملعب لعشرة آلاف متفرج.
كما يحتوي على صالة مغلقة تمارس بها العاب السلة، اليد، الطائرة، ويتوفر بها 600 مقعد للمتفرجين بالإضافة إلى مكاتب المدربين وإداريي الفرق المختلفة، وكذلك يوجد ملعبان مكشوفان لكرة السلة، وملعبان للكرة الطائرة، وملعب لكرة اليد، وثلاث ملاعب للتنس الأرضي، كما يوجد بالنادي ملاعب إسكواش مغطاة. ويوجد بالنادي مسرح وقاعة محاضرات مجهزة بنظام متكامل من الأنظمة السمعية والبصرية لإقامة المناسبات من ندوات وحفلات. كما يتوجد حديقة للأطفال مجهزة بمسبح ولعب للأطفال.
النادي مجهز بأحدث المعدات الرياضية، ويشرف عليه مدربون متخصصون، ويوجد به غرفة بخار وجاكوزي، وثلاث صلات بناء أجسام ومسبح مغطى ومكيف، وهو يعتبر من أفخم الأندية الصحية بالمملكة.
و مع الاستحداث الاخير بمقر النادي تم إنشاء مبنى خمس نجوم لمعسكرات الفريق.